# Ligue mondiale masculine de water-polo 2013
Navigation
Édition précédente Édition suivante
La Ligue mondiale 2013 est la douzième édition de la Ligue mondiale de water-polo masculin, compétition annuelle organisée par la Fédération internationale de natation (FINA).
Chaque zone continentale organise des qualifications entre équipes invitées à participer. Leurs huit vainqueurs participent à une super finale, organisée du 11 au 16 juin 2013 à Tcheliabinsk, en Russie.

## Équipes participant à la super finale
Le règlement pour 2013 prévoit deux qualifiées pour l'Amérique, deux pour l'Asie et l’Océanie, trois pour l’Europe et la qualification automatique de l’équipe de la fédération hôte.
| Compétition                    | Date                           | Lieu                        | Nombre de places | Qualifiés                 |
| ------------------------------ | ------------------------------ | --------------------------- | ---------------- | ------------------------- |
| Pays organisateur              | Pays organisateur              | Pays organisateur           | 1                | Russie                    |
| Zone américaine                | 24 au 27 mai 2013              | Los Alamitos (États-Unis)   | 2                | États-Unis Brésil         |
| Zones asiatiques et océanienne | 3 au 5 mai 2012 8 au 10 mai    | Auckland (Nouvelle-Zélande) | 2                | Chine Japon               |
| Zone européenne                | 31 octobre 2012 - 30 mars 2013 | matches aller-retour        | 3                | Monténégro Serbie Hongrie |
| TOTAL                          |                                |                             | 8                |                           |

## Organisation
Chaque fédération participe verse 25 000 dollars des États-Unis de frais de participation. La prime minimale est de 15 000 dollars pour les équipes non qualifiées et celle terminant huitième de la super finale. Elle augmente de 5 000 en 5 000 dollars jusqu'à la quatrième place. Les trois premiers de la super finale remportent respectivement 50 000, 70 000 et 100 000 pour le vainqueur.

## Qualifications
Les équipes nationales sont invitées par la FINA à participer aux qualifications de la Ligue mondiale d'après leurs résultats ou leurs progrès récents. Ces qualifications sont organisées par zone continentale ou par regroupement de deux zones continentales selon le nombre d'équipes participantes. Qu'elles soient jouées en matches aller-retour ou en tournoi d’une semaine, les qualifications supposent que chaque équipe joue deux fois contre ses adversaires.
Les matches ne peuvent pas se terminer sur un score d'égalité. Une séance de tirs au but (« T ») départagent les équipes. Dans ce cas-là, le vainqueur marque deux points au classement et le perdant un point, au lieu respectivement de trois points et zéro point en cas de score inégal.

### Amérique
La FINA prévoit un tournoi américain de qualification du 24 au 27 mai 2013, à Los Alamitos, en Californie (États-Unis).
| Rang | Équipe     | Pts | J | G | N | P | Bp | Bc | Diff |
| ---- | ---------- | --- | - | - | - | - | -- | -- | ---- |
| 1    | États-Unis | 10  | 4 | 3 | 0 | 1 | 71 | 23 | +48  |
| 2    | Brésil     | 8   | 4 | 3 | 0 | 1 | 42 | 28 | +14  |
| 3    | Canada     | 0   | 4 | 0 | 0 | 4 | 6  | 68 | -62  |

Les équipes des États-Unis et du Brésil se qualifient pour la super finale.
| Date   |        | Score     |            |
| ------ | ------ | --------- | ---------- |
| 24 mai | Brésil | 11-1      | Canada     |
| 25 mai | Canada | 0-24      | États-Unis |
| 25 mai | Brésil | 13-12 (T) | États-Unis |
| 26 mai | Canada | 2-11      | Brésil     |
| 27 mai | Canada | 3-22      | États-Unis |
| 27 mai | Brésil | 7-13      | États-Unis |

### Asie et Océanie
La FINA prévoit un tournoi de qualification commun aux zones asiatique et océanienne du 9 au 14 mai 2013, à Auckland, en Nouvelle-Zélande.
Les équipes de Chine et du Japon se qualifient pour la super finale.
| Rang | Équipe           | Pts | J | G | N | P | Bp | Bc | Diff |
| ---- | ---------------- | --- | - | - | - | - | -- | -- | ---- |
| 1    | Chine            | 12  | 4 | 4 | 0 | 0 | 42 | 23 | +19  |
| 2    | Japon            | 6   | 4 | 2 | 0 | 2 | 43 | 31 | +12  |
| 3    | Nouvelle-Zélande | 0   | 4 | 0 | 0 | 4 | 31 | 62 | -31  |

| Date   |                  | Score |       |
| ------ | ---------------- | ----- | ----- |
| 9 mai  | Japon            | 5-7   | Chine |
| 10 mai | Nouvelle-Zélande | 12-17 | Japon |
| 11 mai | Nouvelle-Zélande | 6-15  | Chine |
| 12 mai | Japon            | 5-6   | Chine |
| 13 mai | Nouvelle-Zélande | 6-16  | Japon |
| 14 mai | Nouvelle-Zélande | 7-14  | Chine |

### Europe
Les onze équipes européennes invitées sont réparties en trois groupes à l'intérieur desquels les équipes se rencontrent en matches aller et retour entre le 31 octobre 2012 et le 30 mars 2013.
Le premier de chaque groupe se qualifie pour la super finale ainsi que la Russie en tant que pays organisateur.

#### Groupe A
| Rang | Équipe     | Pts | J | G | N | P | Bp | Bc  | Diff |
| ---- | ---------- | --- | - | - | - | - | -- | --- | ---- |
| 1    | Monténégro | 18  | 6 | 6 | 0 | 0 | 69 | 44  | +25  |
| 2    | Croatie    | 12  | 6 | 4 | 0 | 2 | 66 | 34  | +32  |
| 3    | Grèce      | 6   | 6 | 2 | 0 | 4 | 65 | 40  | +25  |
| 4    | Turquie    | 0   | 6 | 0 | 0 | 6 | 22 | 104 | -82  |

| Date            | Lieu        |            | Score |            |
| --------------- | ----------- | ---------- | ----- | ---------- |
| 31 octobre 2012 | Athènes     | Grèce      | 22-2  | Turquie    |
| 31 octobre 2012 | Zagreb      | Croatie    | 10-13 | Monténégro |
| 3 novembre 2012 | Istanbul    | Turquie    | 3-17  | Croatie    |
| 3 novembre 2012 | Budva       | Monténégro | 11-9  | Grèce      |
| 30 janvier 2013 | Istanbul    | Turquie    | 4-14  | Monténégro |
| 30 janvier 2013 | Athènes     | Grèce      | 7-9   | Croatie    |
| 2 février 2013  | Istanbul    | Turquie    | 4-15  | Grèce      |
| 2 février 2013  | Kotor       | Monténégro | 6-5   | Croatie    |
| 27 mars 2013    | Athènes     | Grèce      | 8-9   | Monténégro |
| 27 mars 2013    | Zadar       | Croatie    | 20-1  | Turquie    |
| 30 mars 2013    | Herceg Novi | Monténégro | 16-8  | Turquie    |
| 30 mars 2013    | Rijeka      | Croatie    | 5-4   | Grece      |

#### Groupe B
| Rang | Équipe    | Pts | J | G | N | P | Bp | Bc | Diff |
| ---- | --------- | --- | - | - | - | - | -- | -- | ---- |
| 1    | Serbie    | 12  | 4 | 4 | 0 | 0 | 43 | 28 | +15  |
| 2    | Espagne   | 5   | 4 | 2 | 0 | 2 | 38 | 36 | +2   |
| 3    | Allemagne | 1   | 4 | 0 | 0 | 4 | 32 | 49 | -17  |

| Date            | Lieu      |           | Score     |           |
| --------------- | --------- | --------- | --------- | --------- |
| 31 octobre 2012 | Hambourg  | Allemagne | 10-12     | Serbie    |
| 3 novembre 2012 | Belgrade  | Serbie    | 10-8      | Espagne   |
| 30 janvier 2013 | Stuttgart | Allemagne | 12-13 (T) | Espagne   |
| 2 février 2013  | Novi Sad  | Serbie    | 13-4      | Allemagne |
| 27 mars 2013    | Barcelone | Espagne   | 6-8       | Serbie    |
| 30 mars 2013    | Barcelone | Espagne   | 11-6      | Allemagne |

#### Groupe C
| Rang | Équipe   | Pts | J | G | N | P | Bp | Bc | Diff |
| ---- | -------- | --- | - | - | - | - | -- | -- | ---- |
| 1    | Hongrie  | 18  | 6 | 6 | 0 | 0 | 53 | 42 | +11  |
| 2    | Italie   | 10  | 6 | 3 | 0 | 3 | 59 | 46 | +13  |
| 3    | Roumanie | 5   | 6 | 2 | 0 | 4 | 57 | 66 | -9   |
| 4    | Russie   | 3   | 6 | 1 | 0 | 5 | 52 | 67 | -15  |

| Date             | Lieu           |          | Score     |          |
| ---------------- | -------------- | -------- | --------- | -------- |
| 31 octobre 2012  | Savona         | Italie   | 13-6      | Russie   |
| 31 octobre 2012  | Oradea         | Roumanie | 9-12      | Hongrie  |
| 3 novembre 2012  | Kirishi        | Russie   | 13-14 (T) | Roumanie |
| 3 novembre 2012  | Szekesfehervar | Hongrie  | 6-5       | Italie   |
| 29 janvier 2013  | Civitavecchia  | Italie   | 11-5      | Roumanie |
| 30 janvier 2013  | Volgograd      | Russie   | 7-10      | Hongrie  |
| 1er février 2013 | Debrecen       | Hongrie  | 9-8       | Roumanie |
| 2 février 2013   | Volgograd      | Russie   | 12-10 (T) | Italie   |
| 27 mars 2013     | Oradea         | Roumanie | 12-8      | Russie   |
| 27 mars 2013     | Bari           | Italie   | 7-8       | Hongrie  |
| 29 mars 2013     | Kecskemet      | Hongrie  | 8-6       | Russie   |
| 30 mars 2013     | Bucarest       | Roumanie | 9-13      | Italie   |

## Super finale
La super finale entre les huit qualifiés a lieu du 11 au 16 juin 2013, à Tcheliabinsk, en Russie. 

### Tour préliminaire
Ce tour détermine les rencontres des quarts de finale selon le classement final des équipes de chacun des deux groupes.
Les matches ne peuvent pas se terminer sur un score d'égalité. Une séance de tirs au but (« T ») départagent les équipes. Dans ces cas, le vainqueur marque deux points au classement et le perdant un point, au lieu respectivement de trois points et zéro point en cas de score inégal.

#### Groupe A
| Rang | Équipe     | Pts | J | G | N | P | Bp | Bc | Diff |
| ---- | ---------- | --- | - | - | - | - | -- | -- | ---- |
| 1    | Hongrie    | 6   | 3 | 2 | 1 | 0 | 43 | 37 | +6   |
| 2    | Monténégro | 5   | 3 | 1 | 0 | 2 | 41 | 38 | +3   |
| 3    | États-Unis | 5   | 3 | 2 | 0 | 1 | 32 | 35 | -3   |
| 4    | Japon      | 2   | 3 | 1 | 0 | 2 | 33 | 39 | -6   |

| Date    |            | Score     |            |
| ------- | ---------- | --------- | ---------- |
| 11 juin | Monténégro | 15-16 (T) | Japon      |
| 11 juin | États-Unis | 15-14 (T) | Hongrie    |
| 12 juin | États-Unis | 13-12     | Japon      |
| 12 juin | Monténégro | 17-18 (T) | Hongrie    |
| 13 juin | États-Unis | 4-9       | Monténégro |
| 13 juin | Japon      | 5-11      | Hongrie    |

#### Groupe B
| Rang | Équipe | Pts | J | G | N | P | Bp | Bc | Diff |
| ---- | ------ | --- | - | - | - | - | -- | -- | ---- |
| 1    | Serbie | 9   | 3 | 3 | 0 | 0 | 43 | 23 | +20  |
| 2    | Chine  | 6   | 3 | 2 | 0 | 1 | 35 | 27 | +8   |
| 3    | Russie | 3   | 2 | 1 | 0 | 2 | 35 | 33 | +2   |
| 4    | Brésil | 0   | 3 | 0 | 0 | 3 | 17 | 47 | -30  |

| Date    |        | Score |        |
| ------- | ------ | ----- | ------ |
| 11 juin | Serbie | 13-5  | Chine  |
| 11 juin | Brésil | 7-13  | Russie |
| 12 juin | Brésil | 7-6   | Chine  |
| 12 juin | Serbie | 14-11 | Russie |
| 13 juin | Serbie | 16-7  | Brésil |
| 13 juin | Chine  | 12-11 | Russie |

### Phase finale pour la première place
Les huit équipes participent aux quarts de finale : les premiers de chaque groupe affrontent les quatrièmes de l'autre, les deuxièmes et les troisièmes de groupe différent s'opposant.

#### Quarts de finale
| Date    |                 | Score |             |
| ------- | --------------- | ----- | ----------- |
| 14 juin | Monténégro (2A) | 12-11 | Russie (3B) |
| 14 juin | États-Unis (3A) | 13-11 | Chine (2B)  |
| 14 juin | Hongrie (1A)    | 8-4   | Brésil (4B) |
| 14 juin | Japon (4A)      | 8-14  | Serbie (1B) |

#### Demi-finales
| Date    |                    | Score |                 |
| ------- | ------------------ | ----- | --------------- |
| 15 juin | Monténégro (2A/3B) | 6-8   | Serbie (4A/1B)  |
| 15 juin | États-Unis (3A/2B) | 6-8   | Hongrie (1A/4B) |

#### Finale
| Date    |        | Score |         |
| ------- | ------ | ----- | ------- |
| 15 juin | Serbie | 12-7  | Hongrie |

### Matches de classement
| Date                        |                             | Score                       |                             |                             |
| Matches de classement 3e/4e | Matches de classement 3e/4e | Matches de classement 3e/4e | Matches de classement 3e/4e | Matches de classement 3e/4e |
| --------------------------- | --------------------------- | --------------------------- | --------------------------- | --------------------------- |
| 16 juin                     | Monténégro                  | 13-11                       | États-Unis                  |                             |
| Matches de classement 5e/8e |                             |                             |                             |                             |
| 15 juin                     | Japon                       | 7-13                        | Russie                      |                             |
| 15 juin                     | Chine                       | 12-7                        | Brésil                      |                             |
| 16 juin 5e/6e               | Russie                      | 17-8                        | Chine                       |                             |
| 16 juin 7e/8e               | Japon                       | 9-4                         | Brésil                      |                             |

## Sources et références
1. ↑  [PDF] FINA Men’s Water Polo World League 2013 Rules & Regulations for National Federations, fina.org, page 7 ; fichier consulté le 9 juin 2013.

- [PDF] FINA Men’s Water Polo World League 2013 Rules & Regulations for National Federations, fina.org ; fichier consulté le 9 juin 2013.